# 에데사 전투
에데사 전투는  260년 에데사 (오늘날 터키의 도시 우르파)에서 발레리아누스 황제가 이끄는 로마 제국 군대와 샤푸르 1세가 이끄는 사산 제국 군대 간 벌어진 전투이다. 로마군은 사산 제국군에 패하여 전부가 포로로 붙잡혔으며 처음으로 로마 황제가 포로로 붙잡힌 사례이었다.

## 배경과 전조
전투 전에, 샤푸르 1세는 몇 차례 로마 영토로 깊숙이 침투하여, 253년 또는 256년에 시리아의 안티오키아를 점령하고 약탈하였다. 황위 주장자 아이밀리아누스를 격퇴시키고 황제의 권력을 차지한, 발레리아누스는 동방 속주로 돌아오고 곧바로 (254년 또는 255년) 그리고 서서히 질서를 회복하였다. 얼마 안 되어 그는 소아시아 북부에서 고트족들의 해상 침입을 맞닥뜨려야 했다. 고트족들은 폰토스를 약탈하고 카파도키아를 향해 남진했다. 안티오키아에서 이들을 막으려는 발레리아누스의 시도는 역병으로 인해 실패하고 말았다. 발레리아누스의 군대가 약해진 상태로 있는 동안에, 샤푸르는 260년, 아마도 초봄에 메소포타미아 북부를 공격했다.

## 전투

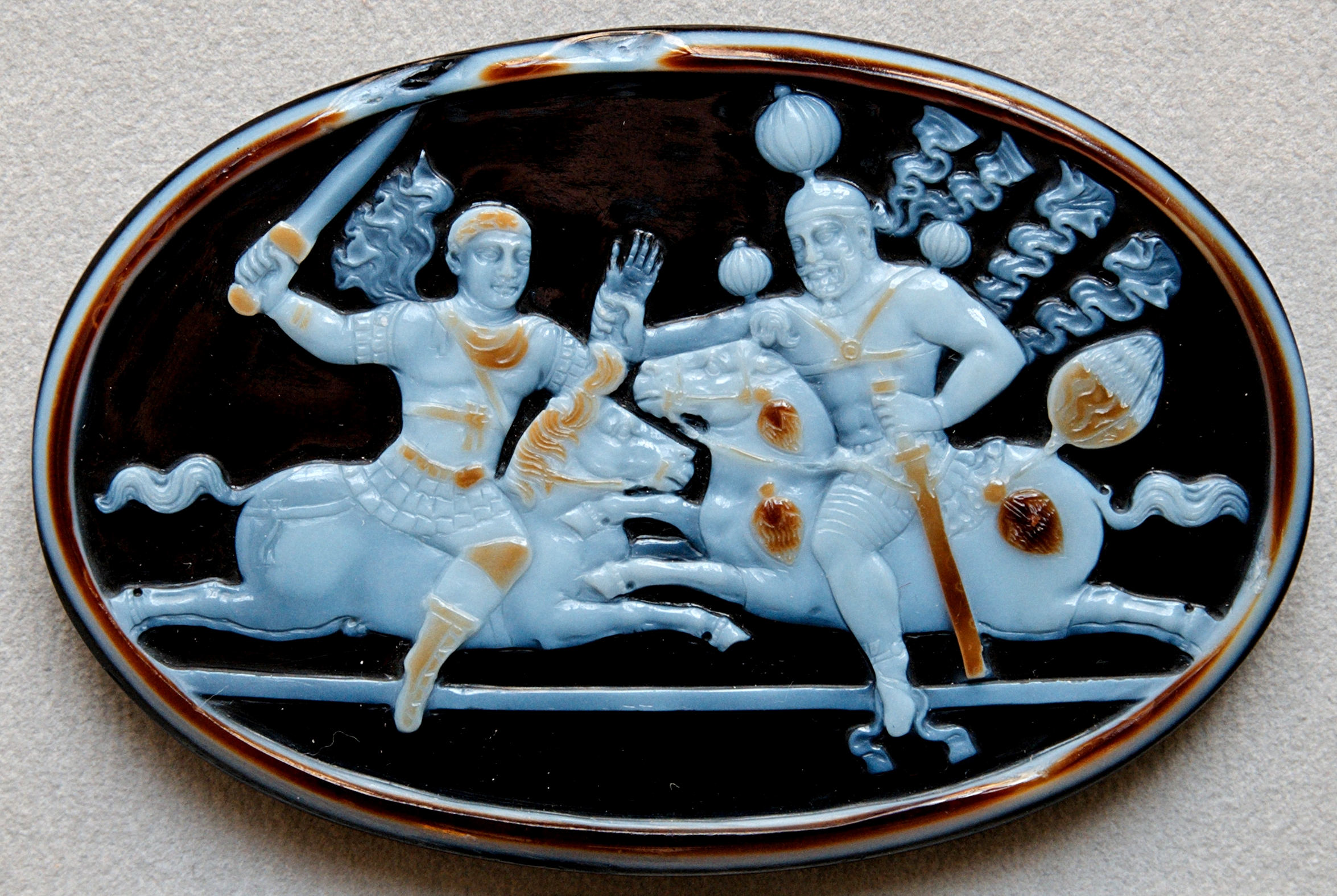
샤푸르 1세와 발레리아누스 간의 기마전 ('마르드 오 마르드')를 나타내는 세밀 카메오로, 발레리아누스는 샤푸르의 말에 따르면 '그의 손에' 붙잡혔다고 전해진다.

60대의 나이라는 노년의 발레리아누스는 사산의 국경이 있는 동쪽으로 진격하였다. 카바예 자르토시트의 샤푸르 1세 비문에 따르면, 발레리아누스 군대는 로마 제국의 거의 전역에서 온 병사들과 더불어 게르만족 동맹군으로 이뤄졌다고 한다. 두 병력은 카레와 에데사 사이에서 충돌하였고, 로마군은 완전히 패퇴하였으며, 발레리아누스는 잔여 병력과 함께 생포되었다.
로마 측 사료에 따르면, 매우 부정확하나, 로마군은 사산 군대에 패하고 사로잡혔다고 한다. 발레리아누스는 그 뒤 협상을 시도했으나, 그도 붙잡히고 말았으며 협상이 실패한 뒤 그의 군대가 항복했을 가능성도 존재한다. 샤푸르의 주장에 따르면 포로에는 수케시아누스로 추정되는 친위대 사령관을 포함한 그 외 고위 공직자들이 있었다고 한다. 일부 자료에서는 샤푸르가 강화 협상에 이미 동의하고 나서 약속을 뒤집고 황제를 붙잡았다고 하는 내용도 있다.
하지만, 이러한 기록들은 장군들의 무능과 외국인들의 배신 등 전형적인 로마의 패배에 대한 기술이다. Ian Hughes에 따르면 (2023), 로마군은 전투에서 약 10,000명의 사상자가 발생했고, 발레리아누스는 샤푸르 1세가 전하는 거처럼 유사하게 포로로 붙잡혔다고 한다. 로마군의 나머지는 에데사로 퇴각했으나, 목숨을 보존하기 위해 항복해야만 했다.

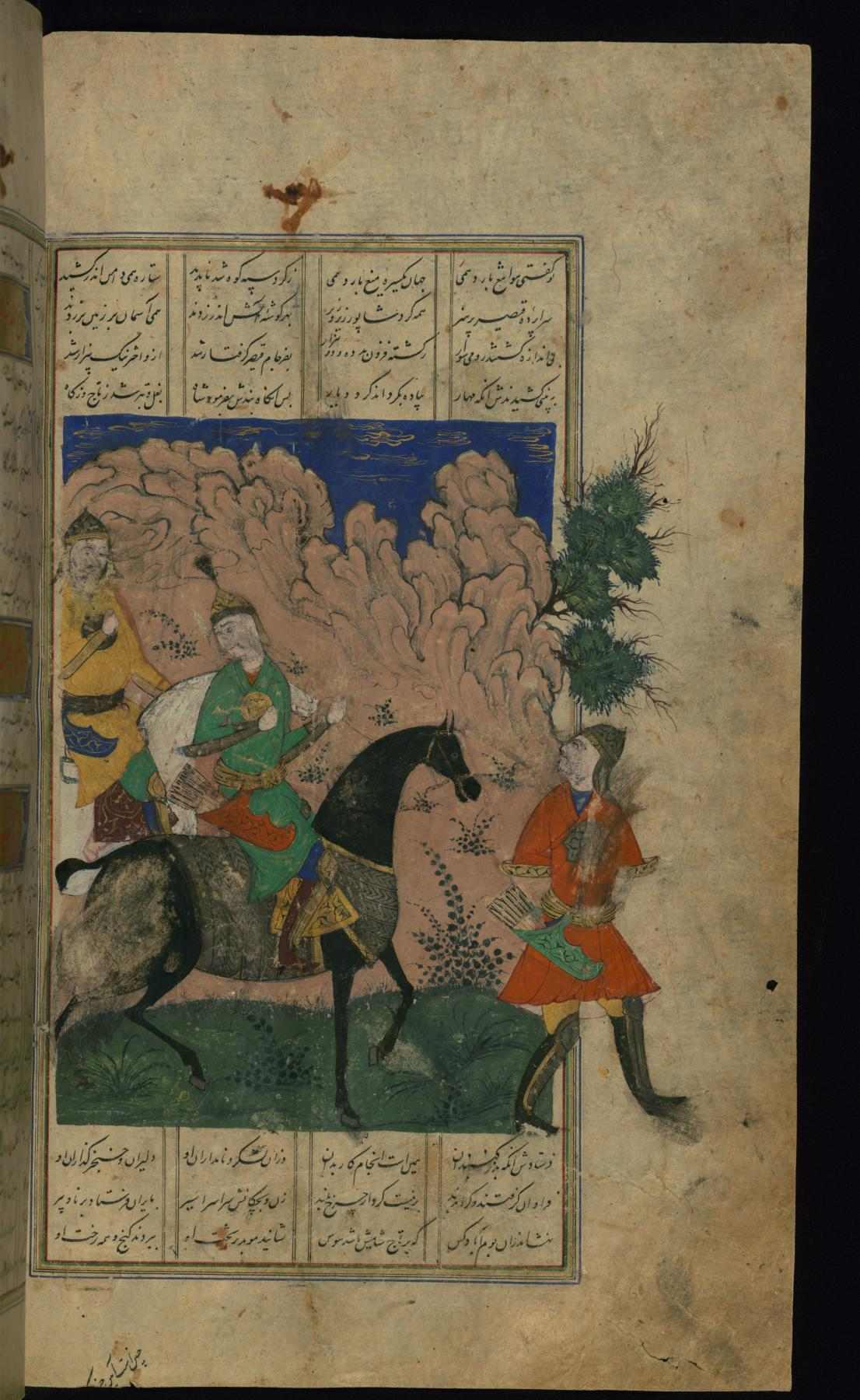
'샤나메'의 페르시아 세밀화 '룸의 왕을 사로잡은 샤푸르'

## 여파
샤푸르의 손에 붙잡힌 이후 발레리아누스의 운명에 대해 다양한 기록들이 존재한다.
일부 학자들은 샤푸르가 발레리아누스와 그의 병사들을 비샤푸르로 보내어, 상대적으로 좋은 환경에서 거주했다고 주장한다. 샤푸르는 남은 병력들을 공학 및 도시 발전 등에 사용했는데, 로마군이 건축 및 기술 분야에 능한 이들이었기 때문이었다. '반드에 카이사르' (카이사르의 댐)가 인근 고대 슈슈타르에 위치한 로마 공학의 흔적 중 하나라고 할 수 있다.
또 다른 사료 (락탄티우스)에 따르면, 샤푸르는 발레리아누스를 말에 오르는 동안에 쓰는 발 받침대로 사용하며 모욕을 주었다고 한다. 그는 아우렐리우스 빅토르에 따르면 시창살에 갇혀 사산 황제의 기쁨을 위해 모욕을 당했다고 전해진다. 그가 죽은 뒤, 발레리아누스의 시신은 전해진 바에 의하면 사산 제국의 신전에서 로마 굴복의 전리품으로 제작되기 위해 가죽이 벗겨지고 그 안을 거름이나 밀짚으로 채워졌다고 한다.
그러나, 그가 존중을 갖고 대해졌다고 하는 기록들 역시도 존재하며, 고문에 대한 주장은 고대 후기의 기독교인 역사가들이 기독교 박해자들에게 처한 위험을 나타내기 위해 조작된 것일 수도 있다.
발레리아누스를 포로로 잡은 뒤, 샤푸르는 카이사레아 카파도키아를 점령하고 그곳의 주민 400,000명 중 일부를 사산 제국의 남쪽 지역으로 보냈다. 그러고 난 뒤 그는 킬리키아를 약탈하였지만, 마크리아누스, 칼리스투스, 팔미라의 오데나투스 등이 이끄는 로마군에 의해 결국 밀려났다.
에데사에서 발레리아누스의 패배는 로마 제국의 일시적인 분열로 이어진 연속된 반란의 기폭제 역할을 했다. 동방에서, 마크리아누스는 발레리아누스의 재산에 대한 통재권을 자신의 아들들인 마크리아누스 미노르 및 퀴에투스가 황제로 선포하는 데 사용하였다. 다뉴브 경을 따라, 인겐부스와 레갈리아누스 역시도 황제로 선포되었다. 서방에서 로마 총독 포스투무스는 갈리에누스가 다른 일에 정신이 팔린 틈을 타 제국의 후계자 살로니누스를 살해하고, 오늘날 갈리아 제국이라 불리는 지역의 지배권을 장악했다.

## 참조 문헌
- Lactantius, De Mortibus Persecutorum, v.
- Zosimus, New History, i.
- Abdolhossein Zarinkoob, Ruzgaran: tarikh-i Iran az aghz ta saqut saltnat Pahlvi, Sukhan, 1999. ISBN 964-6961-11-8
- Potter, David S., The Roman Empire at Bay AD 180–395, Routledge, 2004. ISBN 0-415-10058-5